# Železniční trať Svatý Mořic – Tirano
Železniční trať Svatý Mořic – Tirano, známá také pod názvem Berninabahn neboli Berninská dráha, je železniční trať vedoucí ze Svatého Mořice (kanton Graubünden, východní Švýcarsko) do Tirana (provincie Sondrio, severní Itálie). Trať měří 60,688 km, prochází pohořím Bernina, ze kterého vychází i její zažitý název, a zajišťuje spojení švýcarského údolí Engadin s údolím Poschiavo a Itálií. Vrcholová stanice Ospizio Bernina, nacházející se v nadmořské výšce 2 253 metrů, je nejvýše položenou železniční stanicí v Graubündenu i na síti Rhétské dráhy. Jde zároveň o nejvýše položenou železniční trať překonávající Alpy bez použití vrcholového tunelu a bez použití ozubnice.
Ve stanici Pontresina se nachází železniční uzel, kde na ni navazuje další trať směrem do dolního Engadinu. Ve Svatém Mořici se pak stýká s neméně známou Albulskou dráhou, která vede přes stejnojmenné pohoří až do kantonálního hlavního města Churu. Tyto dvě dráhy jsou od roku 2008 společně zařazeny na seznam světového kulturního dědictví UNESCO pro svou mimořádnou technickou, architektonickou a ekologickou hodnotu. Trať postavila na počátku 20. století společnost Bernina-Bahngesellschaft (BB), v roce 1943 však byla převzata Rhétskou dráhou (RhB). Stejně jako ostatní tratě RhB je trať postavena na rozchodu 1 000 mm, avšak jako jediná z její sítě je stále provozována pod stejnosměrnou napájecí soustavou 1 000 V (ostatní tratě RhB používají střídavý systém). V celostátním jízdním řádu trati náleží číslo 960.

## Historie

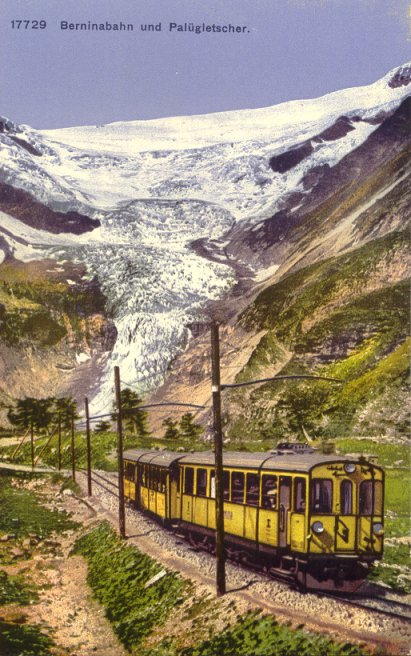
Historická pohlednice s vlakem Berninské dráhy a ledovcem Palü

Po dokončení trati Albula z Thusis do Svatého Mořice byla v roce 1905 založena společnost Bernina-Bahngesellschaft (BB), která měla za cíl spojit Svatý Mořic s Tiranem přes průsmyk Bernina. Plánování trati přes Alpy bylo zdůvodňováno dvěma požadavky: potřebou přístupu k vodním elektrárnám na jižní straně průsmyku Bernina a zajištěním přístupu turistů do této vysokohorské oblasti. Na rozdíl od Albulské trati však byla trať Bernina od počátku plánována jako elektrická dráha, a to se stejnosměrným napětím 750 V. Koncese na stavbu trati byla získána v roce 1906; stavbu financovali investoři z Kraftwerke Brusio AG, společnosti zabývající se stavbou a provozem vodních elektráren, bez pomoci kantonální dotace. Po udělení koncese v roce 1906 byla trať od roku 1908 postupně otevírána v několika úsecích: 1. července 1908 mezi Pontresinou a Morteratsch a mezi Tiranem a Poschiavem, 18. srpna téhož roku mezi Pontresinou a Celerinou a mezi Morteratsch a Berninou Suot. Následně 1. července 1909 přešly do provozu úseky mezi Celerinou a Svatým Mořicem a mezi Berninou Suot a Ospizio Bernina. Teprve 5. července 1910 mohla být otevřena celá trať včetně nejobtížnějšího úseku mezi stanicemi Ospizio Bernina a Poschiavo, který tak propojil oba doposud oddělené úseky.

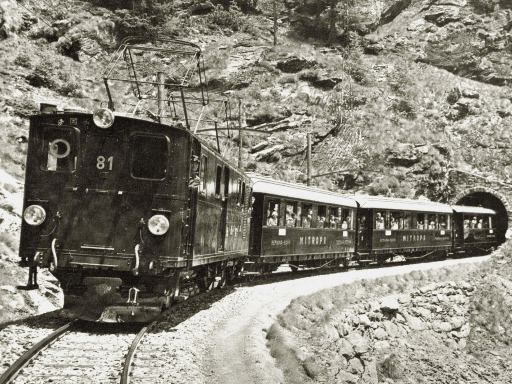
Vlak se dvěma jídelními vozy (1928)

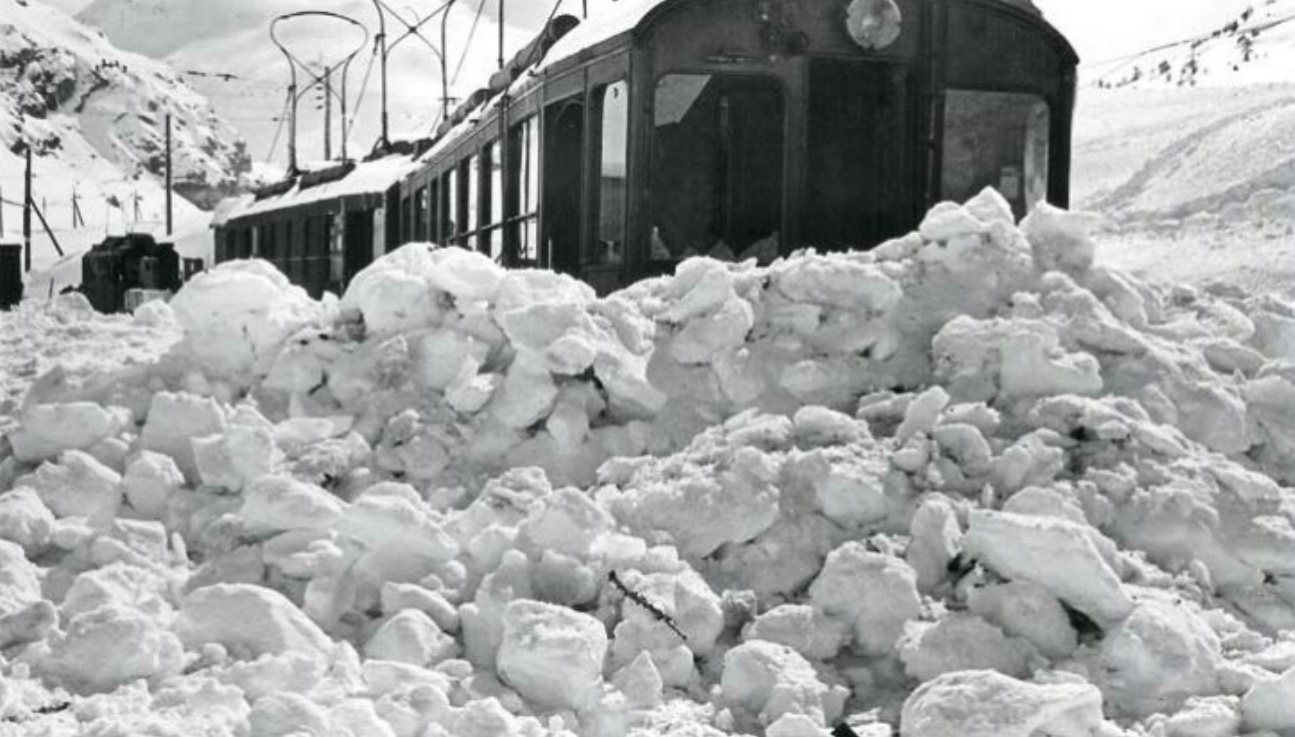
Provoz na Berninské dráze v zimě ztěžují přívaly sněhu (Bernina Suot, 1934)

Původně byla Berninská dráha určena pouze pro letní provoz. V sezoně 1913/14 však byl poprvé zahájen zimní provoz. To však bylo spojeno se značnými problémy, a proto bylo vybudováno více lavinových bariér. V prvních letech své existence byla železniční společnost BB trvale na pokraji bankrotu, zejména kvůli vysokým stavebním i provozním nákladům. Například náklady na výstavbu do roku 1915 činily přibližně 15 milionů švýcarských franků. Ani zavedení jídelních vozů v roce 1928, které provozovala společnost Mitropa, a balíčků pro turisty nedokázalo relativně malou železniční společnost zachránit před blížícím se krachem. Kvůli tíživé finanční situaci ji v roce 1943, uprostřed druhé světové války, převzala Rhétská dráha (RhB), která jen o rok dříve obdobně převzala také doposud samostatnou dráhu Chur–Arosa. RhB trať zásadně zmodernizovala, a to i z vojenských důvodů, a zcela ji přestavěla v blízkosti horní části průsmyku Bernina. Dříve byla trať vedena v obloucích na severní rampě průsmyku, které cestujícím poskytovaly nádherný výhled, ale zároveň byly v zimním období přímo uprostřed lavinového pole. Přestavba znamenala zásadní úpravu těchto oblouků včetně trakčního vedení, a většina nosných konstrukcí staré stopy byla odstraněna; některé konstrukce jsou však stále viditelné v nejvyšších partiích trati. Ještě za existence společnosti BB bylo v roce 1935 napájecí napětí na trati zvýšeno ze 750 na 1 000 V. Roku 1954 byla trať vybavena kolejovými obvody (zabezpečovací zařízení typu Rollbock).
Od poloviny 80. let 20. století začala Rhétská dráha cíleně propagovat Berninskou dráhu jakožto cíl mnoha výletů. Po úseku Pontresina–Tirano jezdí od roku 1973 Bernina Express z Churu se zařazenými panoramatickými vozy. Další letní atrakcí jsou otevřené vyhlídkové vozy, které jezdily už před druhou světovou válkou. K tomuto účelu byly otevřené nákladní vozy vybaveny lavicemi a vstupy přes koncové plošiny. Původně se tyto vozy na zimu přestavovaly zpět na nákladní. RhB v roce 1990 přestavěla další takové vozy z vyřazených zavazadlových vozů. Propagace měla úspěch a počet cestujících na trati, zejména turistů, rok od roku stále stoupá.
V roce 1989 musel být horní viadukt Cavagliasco nahrazen novou ocelovou kompozitní konstrukcí. Důvodem byla nedostatečná nosnost kamenného obloukového mostu v důsledku silných skalních pohybů v oblasti mostu, pod kterým protéká řeka Cavagliasco. Nová stavba byla postavena vedle starého mostu. Stará trať byla demontována a přesunuta na nový most. Původní stopa trati (po demontáži železničního svršku) se starým mostem však zůstala zachována; k demolici mostu došlo až v roce 2002.
Roku 2001 byla na úseku mezi stanicemi Alp Grüm a Cavaglia opět vybudována výhybna. Výhybna Stablini se nachází v nadmořské výšce 1 934 metrů a existovala již v letech 1913–1960. Díky její reaktivaci může úsek Alp Grüm – Cavaglia využívat současně jeden vlak do kopce a jeden vlak z kopce, a tak mohou nyní tímto úsekem projíždět čtyři vlaky za hodinu namísto dvou.
V roce 2004 byla obnovena trať mezi Ospizio Bernina a Alp Grüm; následně byla mezi lety 2005–2007 přestavěna stanice Alp Grüm, vybavena novým trolejovým vedením, a trať byla v oblouku na jižním zhlaví rozšířena přidáním paralelní koleje, aby byla chráněna před sněhovými závějemi, které se v zimě často vyskytují na stávající trati. Ve stejné době byly rekonstruovány také stanice Surovas, Morteratsch, Miralago a Cavaglia. V roce 2007 bylo také vyměněno a modernizováno trakční vedení ve stanici Ospizio Bernina.
Dne 14. prosince 2008 došlo nad kruhovým viaduktem Brusio k rozsáhlému skalnímu řícení, v jehož důsledku byl provoz na trati na 111 dní přerušen kvůli masivní destrukci železničního svršku i náspu. Protože se zde nad tratí nachází geologicky velmi nestabilní skalnatý terén s množstvím sypkého materiálu, byla v reakci na toto skalní řícení vybudována záchytná hráz, která zadržuje padající skálu, aby se na trať nedostal další materiál.
Výročí 100 let provozu na trati Bernina roku 2010 oslavila Rhétská dráha mnoha akcemi, včetně zvláštních jízd historických vlaků. U příležitosti tohoto výročí byla také otevřena dálková turistická stezka Via Albula/Bernina. O rok později se stala Berninabahn vůbec první železniční tratí na světě, která byla zdokumentována v rámci projektu Google Street View.
Zatím poslední významnější úpravou na trati je výstavba dvojkolejného úseku na severním zhlaví stanice Poschiavo, umožňujícího plynulé křižování protijedoucích vlaků bez nutnosti zastavení. Tento úsek je v provozu od dubna 2018.

## Popis trati

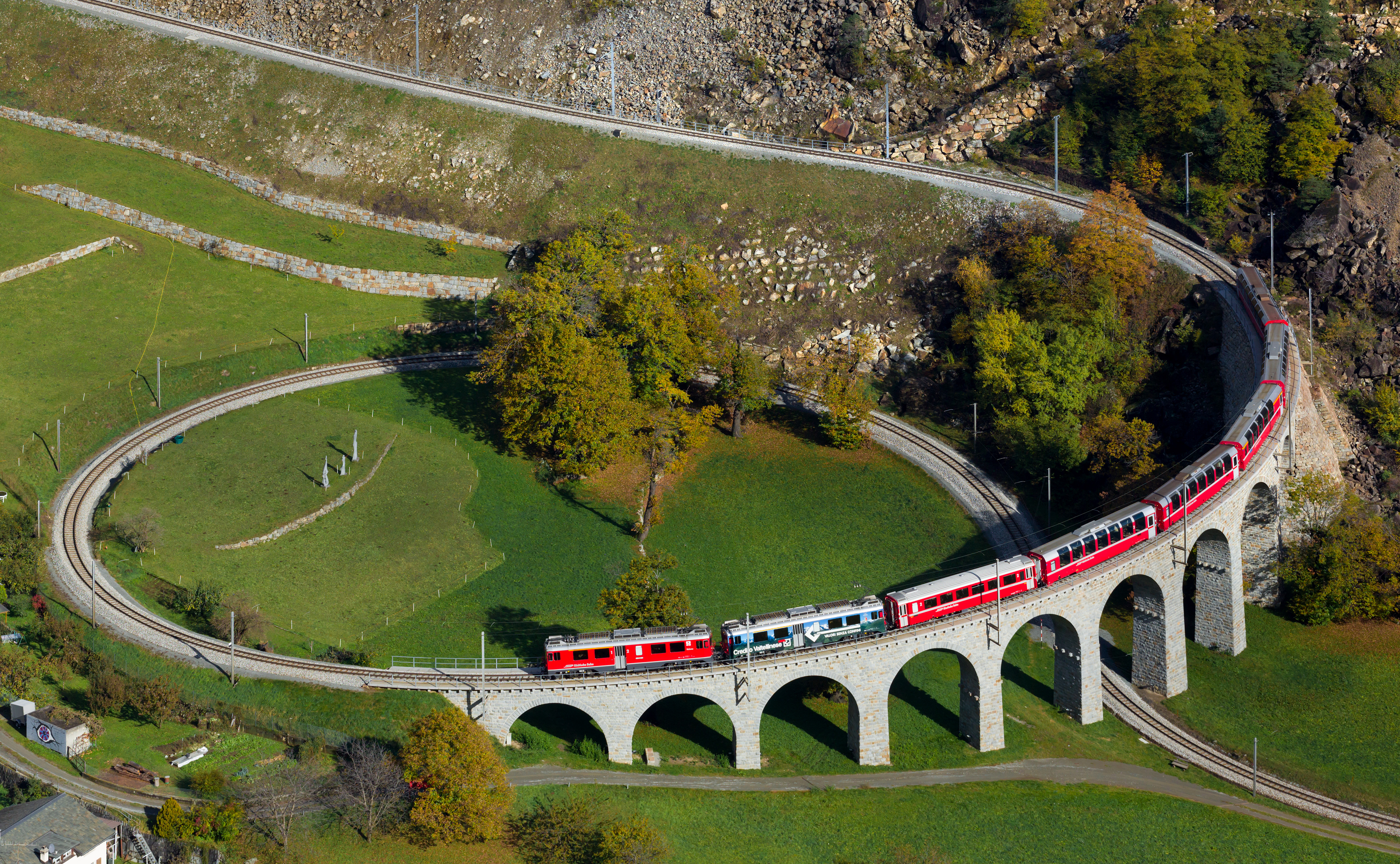
Nejznámější stavba na trati – kruhový viadukt v Brusiu

Berninská dráha začíná ve Svatém Mořici na stejném nádraží, kde končí Albulská dráha. Kvůli rozdílným napájecím systémům však má trať Bernina v této stanici vyčleněny samostatné koleje a nástupiště. Trať opouští nádraží směrem na východ a překračuje řeku Inn po 64 metrů dlouhém viaduktu. Poté prochází 689 metrů dlouhým tunelem Charnadüra II, který je nejdelším tunelem na celé trati. Následující zastávka Celerina Staz je nejnižším bodem na severní straně průsmyku Bernina s nadmořskou výškou 1 716 metrů. Odsud až k vrcholové stanici Ospizio Bernina trať dále téměř nepřetržitě stoupá. Poté se dostane k zastávce Punt Muragl Staz, nedaleko které se nachází údolní stanice lanové dráhy na Muottas Muragl, která byla otevřena v roce 1907.
Následující stanice v Pontresině má spolu se stanicí Svatý Mořic tu zvláštnost, že se zde v rámci sítě RhB setkávají dvě různé napájecí soustavy. Vlaky, které jezdí po trati ze Samedanu, obvykle využívají koleje č. 1 a 2, elektrifikované střídavou soustavou 11 kV 16,7 Hz, používanou na zbytku sítě RhB, a otáčejí se přímo před budovou, zatímco vlaky Berninské dráhy využívají koleje 4 až 7, které jsou zatrolejovány stejnosměrným napětím 1 000 V. Trakční vedení koleje č. 3 je pak od roku 1981 přepínatelné mezi oběma napětími. V minulosti vlaky, projíždějící z hlavní sítě na trať Bernina, což se týkalo zejména vlaků Bernina Express, na koleji č. 3 přepřahaly střídavou lokomotivu za stejnosměrnou a naopak. Dnes se trakční vedení přepíná při zastavení vlaku díky novým dvousystémovým elektrickým jednotkám ABe 8/12 (Allegra).

Výškový profil trati

Za Pontresinou se trať stáčí na jihovýchod. Při překonávání potoka Rosegbach se boční údolí rozšiřuje a nabývá na výšce. Za stanicí Surovas, dříve nazývanou Sans-Souci, dosahuje stanice Morteratsch asi dva kilometry pod stejnojmenným ledovcem. Brzy poté následuje známý oblouk Montebello, kde se trať setkává se silnicí přes Berninapass, která ji doprovází až do Ospizio Bernina. Další stanicí jsou Bernina Suot (původně Berninahäuser), Bernina Diavolezza a Bernina Lagalb, které jsou výchozími body lanovek na vrcholy Diavolezza a Piz Lagalb.
Následující úsek je považován za nejzajímavější na severní straně. V tomto úseku se trasa klikatí a přejíždí z jedné strany údolí na druhou. Nejprve se překračuje říčku Berninabach po 37 metrů dlouhém mostě Untere Berninabachbrücke, a poté potok Arlasbach, přítok řeky Berninabach. Trasa se přesune zpět na východní stranu přes další most Obere Berninabachbrücke. Tyto dva mosty jsou často nazývány „mosty Divokého západu“; nejedná se totiž o mosty estakádové, nýbrž o mosty na kyvných pilířích, což je typ konstrukce, který není ve Švýcarsku příliš běžný. Na jihozápadě se zvedají vrcholy Piz Bernina a Piz Palü. Následuje 175 metrů dlouhá galerie Arlas, která je ochrannou galerií proti sněhovým závějím a lavinám. Na jihozápadní straně se nacházejí menší jezera Lej Pitschen a Lej Nair. Přímo za nimi se zvedá 15 metrů vysoká a 283 metrů dlouhá přehradní hráz jezera Lago Bianco, která je zároveň rozvodím mezi Dunajem a Pádem. Rozvodí je také románsko-italskou jazykovou hranicí, což se odráží ve změně názvů jezer z rétorománského Lej na italské Lago. Od této chvíle jsou názvy stanic také italské.

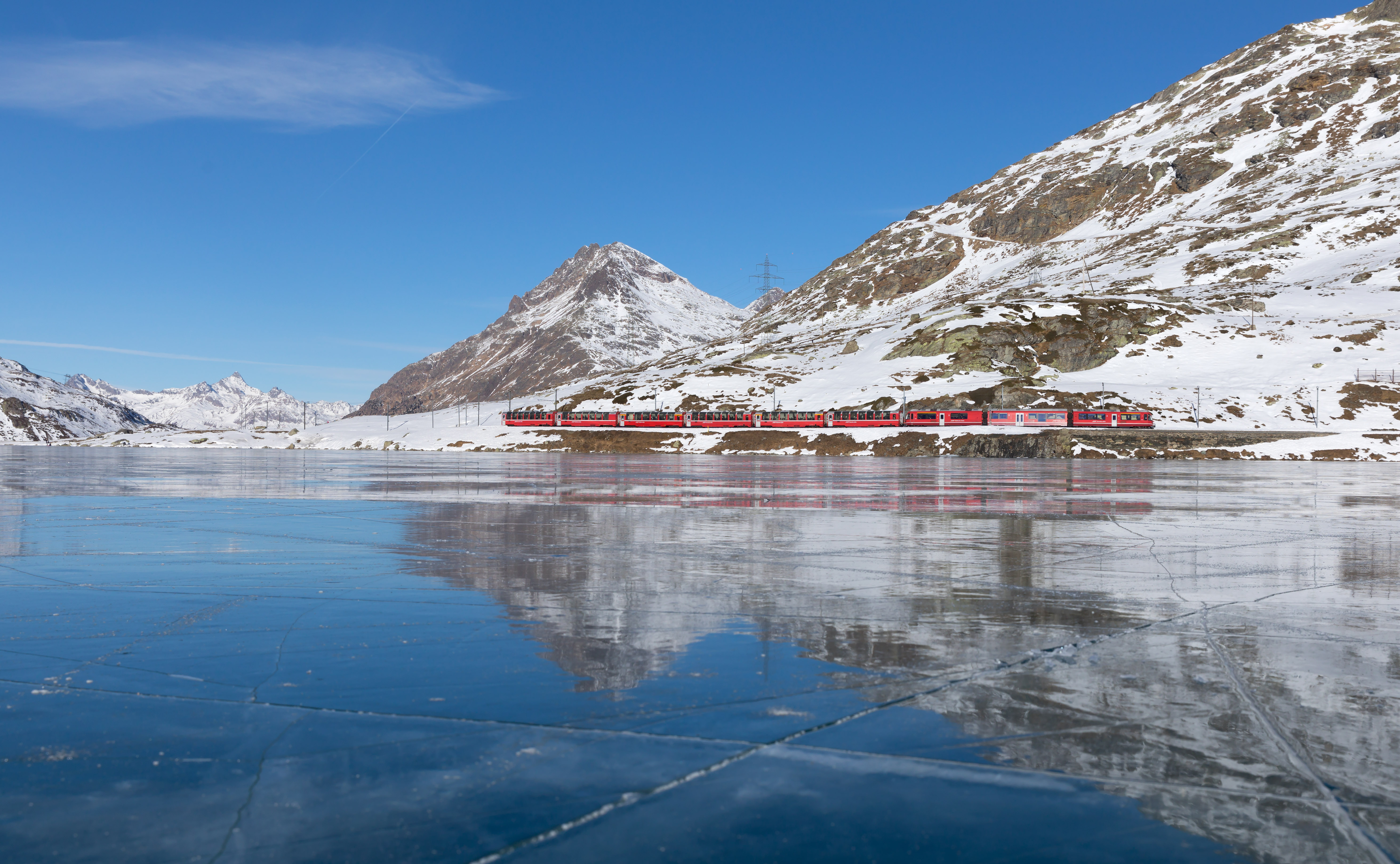
Bernina Express při jízdě podél zamrzlého jezera Lago Bianco

Železnice vede podél východního břehu jezera a dosahuje nejvyššího bodu ve stanici Ospizio Bernina ve výšce 2 253 metrů nad mořem. Berninská dráha je tak nejvýše položeným železničním přechodem v Alpách bez vrcholového tunelu. Podobného řešení je využito na dalších třech tratích – v průsmycích Oberalp (na trati Furka-Oberalp-Bahn), Brenner (Brennerbahn) a Brünig (Brünigbahn). Krátce za stanicí Ospizio Bernina překračuje železnice most Am See, který je třetím a nejdelším mostem s kyvnými pilíři na trase.
Od stanice Ospizio Bernina trať až do Tirana nepřetržitě klesá a na necelých 40 kilometrech dosahuje převýšení 1 824 metrů. Dosahuje jej zejména díky dlouhým úsekům o spádech až 70 ‰ a mnoha inženýrským dílům. Protože je úsek až k Poschiavu často postižený sněhovými závějemi a lavinami, byly okolo jižní hráze Lago Bianco instalovány četné umělé stavby: 140 metrů dlouhá galerie Scala, 192 metrů dlouhý tunel Scala, ještě delší galerie Sassal Mason, která měří 348 metrů, a 54 metrů dlouhý tunel Drago.

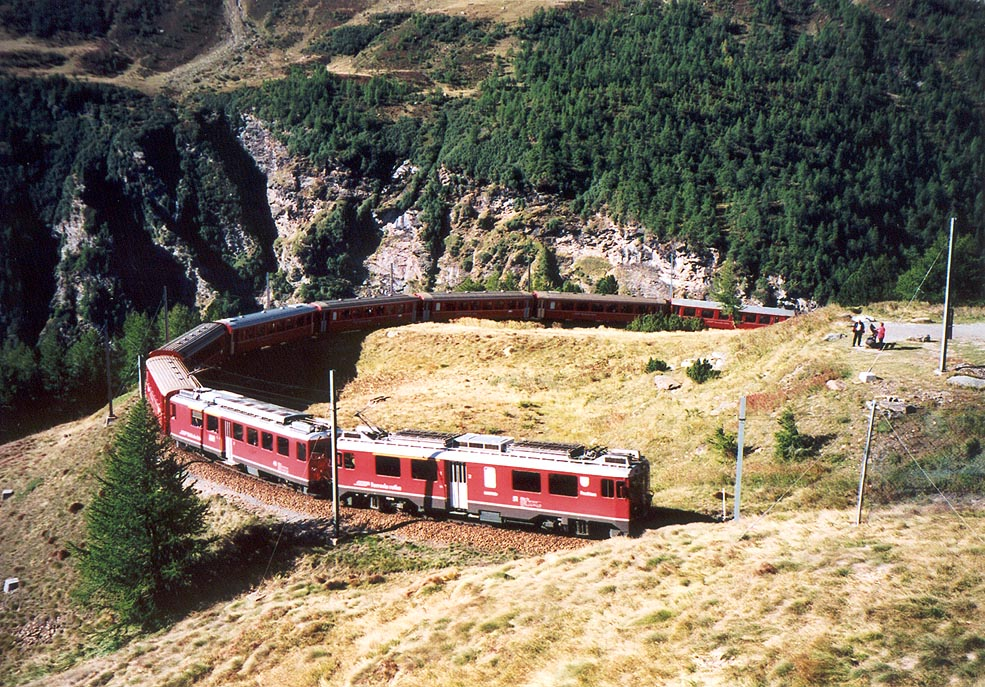
Vlak při příjezdu do stanice Alp Grüm vykonává obrat o 180 stupňů

Hned za stanicí Alp Grüm se trať otáčí v úhlu 180° a prochází galerií Palü Sopra. V dalším 180° oblouku vede tunelem Palü a poté galerií Palü Sotto. Následují další čtyři podobně ostré oblouky až do stanice Cavaglia. Mezi Alp Grüm a Cavaglií se nachází také dálkově řízená výhybna Stablini, zkracující tento mezistaniční úsek, náchylný k přenosu zpoždění, na polovinu. Klikatý úsek pokračuje z Cavaglie přes Caderu do Privilasca. Odtud trasa opouští oblouky a dostává se do Poschiava, stále za použití maximálního sklonu 70 ‰. V Poschiavu se konečně opět setkává se silnicí přes Berninapass, která vede údolím říčky Poschiavino.

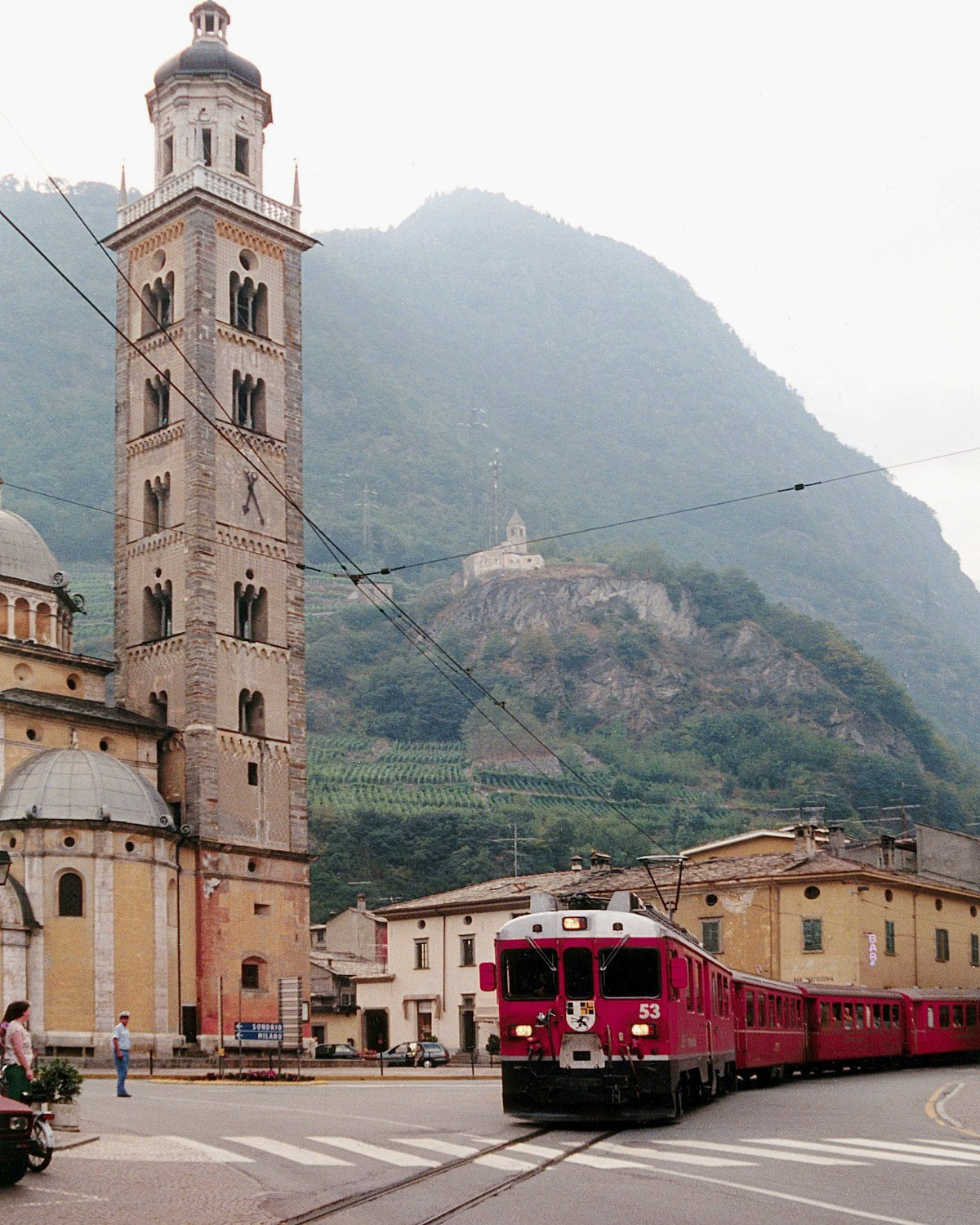
V centru Tirana vlak projíždí přímo po hlavním náměstí

Stanice Poschiavo byla postavena na žádost obce kousek za městem. Nachází se zde také provozní dílny, kde jsou deponována vozidla pro provoz na trati, a také některá historická vozidla Berninské dráhy. Zbývajících 17 kilometrů do Tirana je stále částečně vedeno jako horská železnice. Ve dvou úsecích přes vesnice Sant'Antonio (asi 100 metrů) a Le Prese (asi 600 metrů) je trať vedena po povrchu vozovky pomocí žlábkových kolejnic, podobně jako u tramvají. Zatímco první z nich je řízena světelnou signalizací, vlaky ve směru do Tirana jezdí v Le Prese jako zvláštnost proti obvyklému směru jízdy v levostranném provozu. To znamená, že se zde čelně střetávají se silničními vozidly jedoucími na sever; omezení rychlosti na 30 km/h tu platí jak pro železniční, tak pro silniční dopravu. Původně byla železniční trať Bernina mezi vesnicemi Sant'Antonio a Miralago vedena dokonce souvisle po silnici. Teprve v průběhu let byla kromě těchto dvou zachovaných průjezdů obcí trať přeložena do úseků mimo asfaltovou silnici.
Za zastávkou Li Curt, zřízenou v roce 1977, trať vede do obce Le Prese, jejíž zastávka se nachází uprostřed vozovky. Mezi obcemi Le Prese a Miralago vede podél břehu jezera Poschiavo. Pod stanicí Brusio se nachází světoznámý kruhový viadukt. Byl postaven pro zmírnění prudkého stoupání na trati. Další zastávkou je vesnice Campascio. Za pohraniční stanicí Campocologno, která je neobvykle velká kvůli v minulosti probíhajícímu celnímu odbavení, trať konečně dosahuje státní hranice a vjíždí do Itálie. Od vjezdu do městečka Tirano vede v délce asi 600 metrů opět po ulici pomocí žlábkových kolejnic. Na rozdíl od dvou výše zmíněných městských přejezdů je zde však trať oddělena od individuální dopravy dopravním značením. Po přejetí hlavního náměstí v Tiranu, které je chráněno světelnou signalizací, se trať vrací do samostatné stopy a krátce poté dosahuje své konečné stanice. Zde se Berninská trať setkává s normálněrozchodnou železniční tratí Sondrio–Tirano.

## Nehody

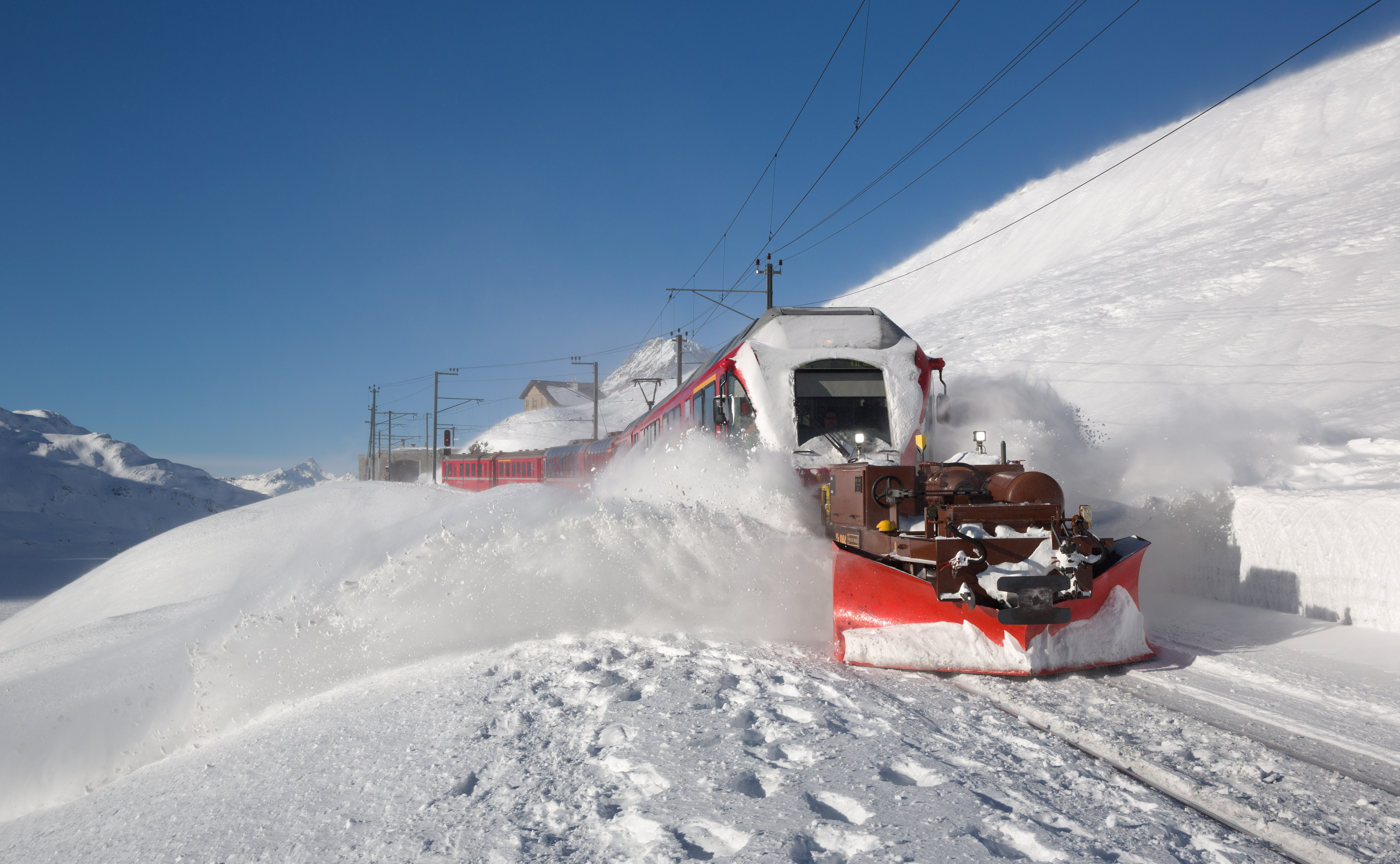
Zimní provoz na Berninabahn vyžaduje časté použití sněžných pluhů

Dne 16. března 1920 zachytila lavina nedaleko stanice Ospizio Bernina vlak prorážející sněhové závěje, skládající se z parní sněhové frézy, dvou elektrických vozů BCe 4/4 1 a BCFe 4/4 23 a poštovního vozu. Lavina smetla sněhovou frézu a první vůz, zatímco druhý vůz byl tlakem sněhové masy převrácen. O život přišlo osm železničářů. Posádka sněžné frézy utrpěla smrtelné popáleniny od unikající horké páry. V roce 1934 byla po této události trať v okolí Berniny Lagalb kvůli ochraně před lavinami přeložena na druhou stranu svahu.
Dne 22. března 1934 zachytila v Bernina Suot během odklízení na trati, která byla uzavřena kvůli bouřkovému větru, služební vlak lavina. V lavině zahynuli dva zaměstnanci traťového pluhu tlačeného železničním vozem.
V noci 28. února 1937 došlo u Alp Grüm k lavinovému neštěstí, při němž byli železniční zaměstnanci z uvízlého vlaku zachyceni lavinou a zahynuli.
Dne 3. ledna 1951 strhla lavina přímo ve stanici Alp Grüm kolejový pluh a vůz BCe 4/4 č. 9 do hloubky více než 100 metrů a zabila přednostu provozního obvodu. Vagon se podařilo vyzvednout až na jaře.
Dne 29. července 1953 se krátce za stanicí Ospizio Bernina čelně srazil osobní vlak s vozem BCFe 4/4 č. 38 se strojem Ge 4/4 č. 182, který přijížděl z Campocologna s nákladním vlakem. Výpravčí stanice Ospizio Bernina na nákladní vlak zapomněl a vypravil osobní vlak. Jeden ze strojvedoucích na místě zemřel, pět cestujících muselo být převezeno do nemocnice.
V noci z 6. na 7. března 1962 uvízl v silné bouři nad Alp Grüm vlak. Při pomocných pracích byli při sesuvu sněhu usmrceni železniční předák a brigádník.
Dne 19. září 2017 došlo pod stanicí Alp Grüm k železniční nehodě, která vedla k téměř týdennímu přerušení provozu. Během stavebních prací se uvolnil nákladní vagón stavebního vlaku a při následném vykolejení vážně poškodil galerii Palü Sopra, kde zničil některé podpěry a poškodil bednění.

## Vozidla a provoz na trati

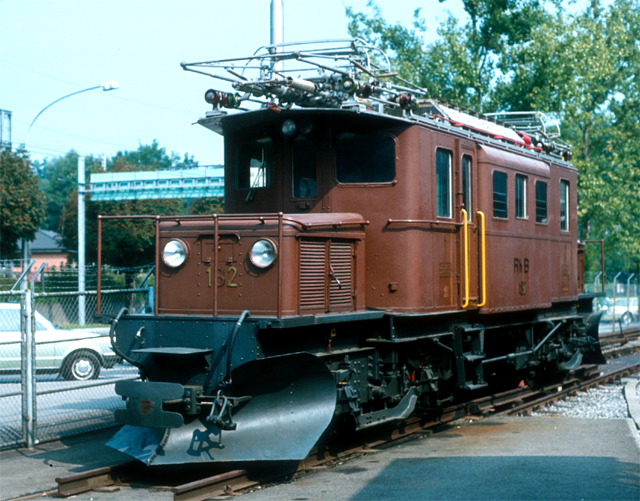
Lokomotiva Ge 4/4 182

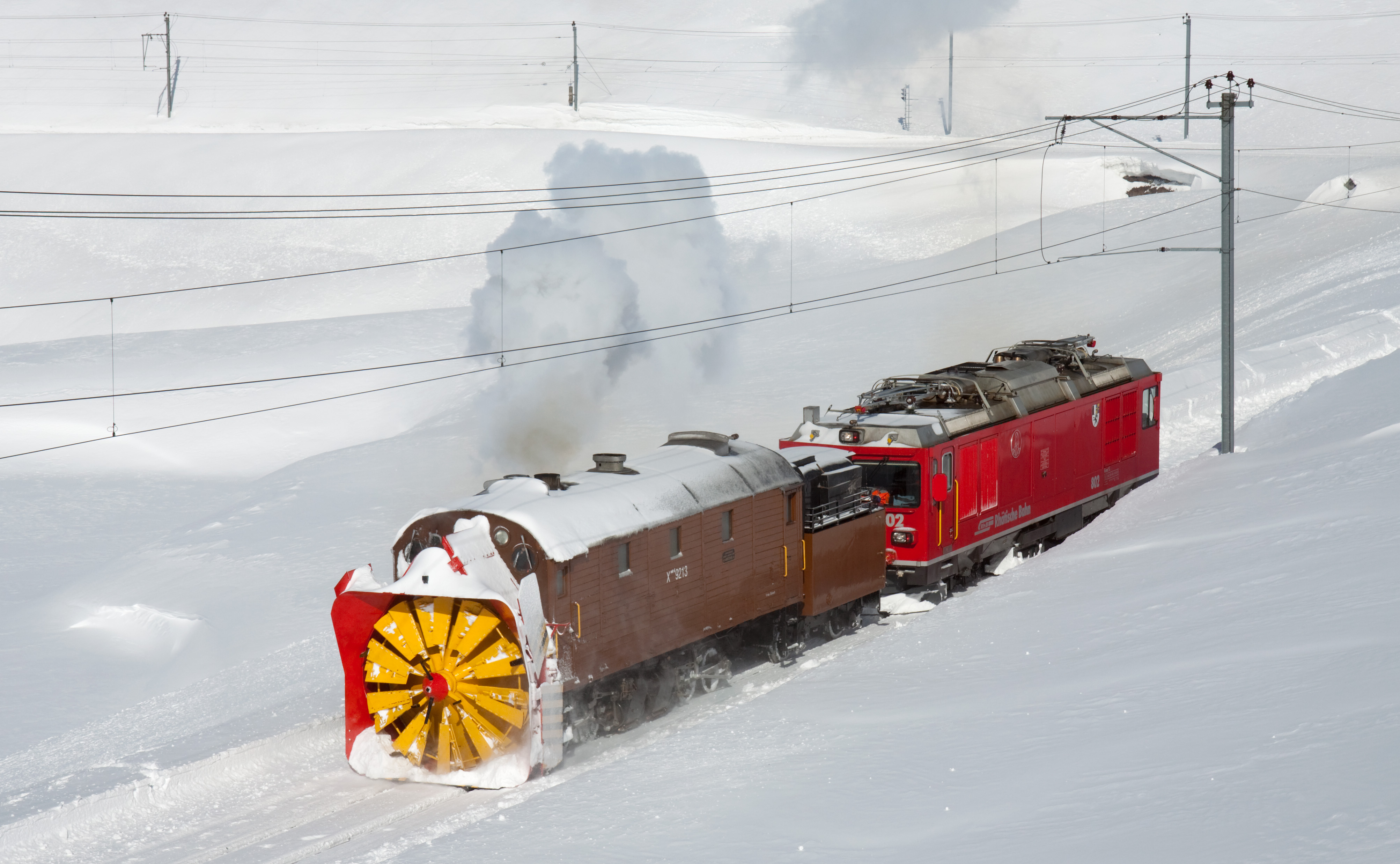
Parní sněhová fréza na trati nedaleko stanice Ospizio Bernina

Doprava osobních i nákladních vlaků na Berninské trati byla od samého počátku v rukou elektrických vozů. Těch je a byla ve srovnání s lokomotivami jasná většina. V letním a někdy i v zimním období jsou hnací vozy z důvodu vytížení vlaků používány ve dvojicích. Od roku 1964 se k tomuto účelu používá vícenásobné řízení, předtím musel každý elektrický vůz obsluhovat strojvedoucí samostatně.
V roce 1928 byla na Berninskou dráhu dodána její jediná traťová lokomotiva Ge 4/4 číslo 82 (později 182), která sloužila především pro nákladní dopravu. Od roku 2010 je muzejním strojem a je používána pro nostalgické jízdy.
Nízké napětí 1 000 V vyžaduje vysoké proudy, které jsou vedeny nejen hlavním trakčním vedením, ale také až třemi posilovacími vedeními, která s ním probíhají paralelně. Každých 400 až 500 metrů je do trakčního vedení přiváděn proud z jednoho ze tří žilových kabelů nesených na stožárech trakčního vedení. Přechod na střídavý proud a sjednocení napájecí soustavy se zbytkem sítě (podobně, jako na trati Chur–Arosa) by se Rhétské dráze kvůli vysokým nákladům nevyplatilo.

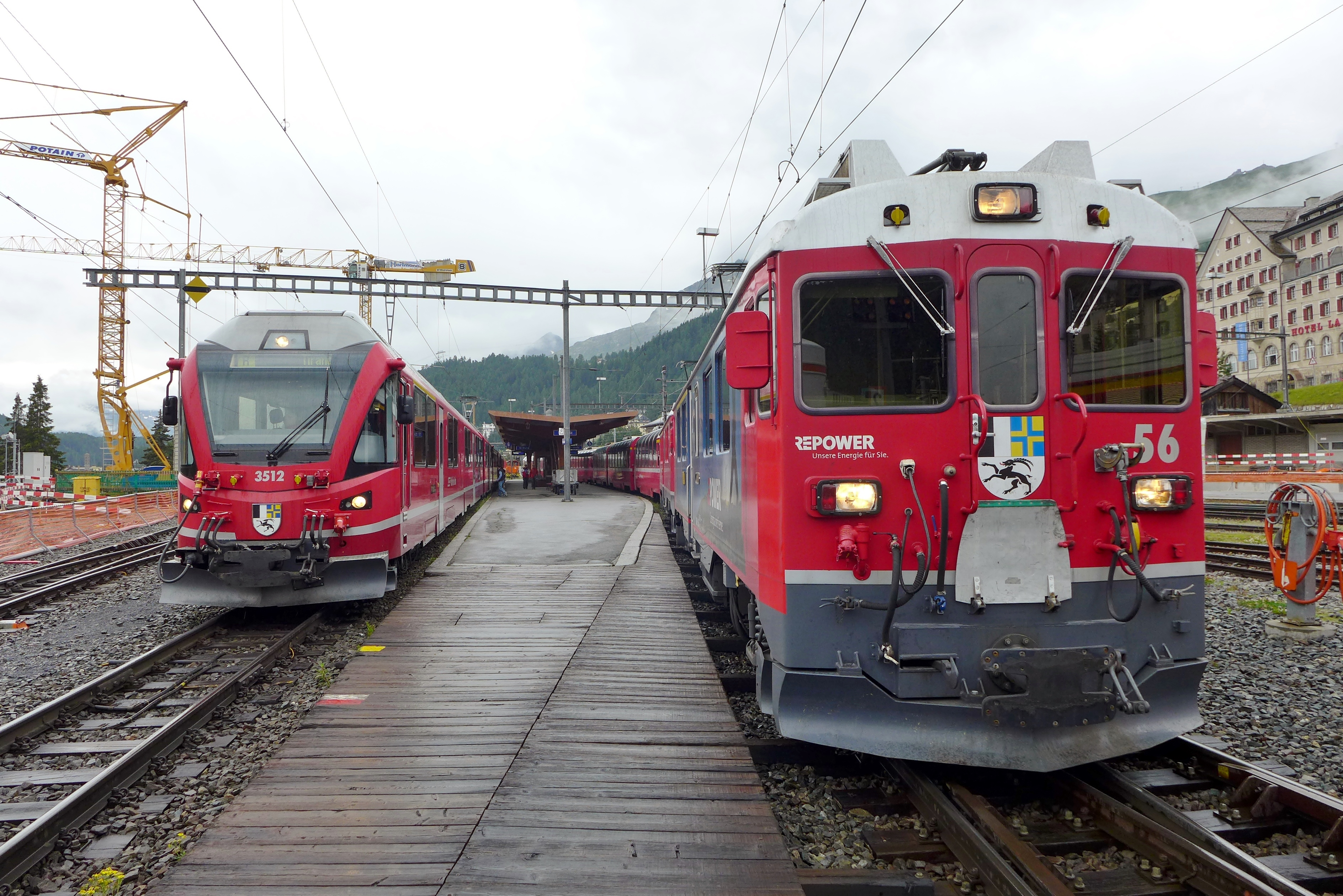
Jednotka Allegra (vlevo) a starší elektrický vůz ABe 4/4^{III} (vpravo) ve stanici Svatý Mořic

Vzhledem k zamítnutí konverze trati Bernina na střídavou soustavu vypsala RhB roku 2005 výběrové řízení na dodávku 15 třívozových dvousystémových jednotek, schopných provozu jak na hlavní síti se střídavou napájecí soustavou, tak na trati Bernina. Výběrové řízení vyhrála společnost Stadler Rail a v roce 2009 zahájila dodávky nových jednotek, pojmenovaných podle tradičního rétorománského pozdravu – Allegra. Tyto třívozové jednotky řady ABe 8/12 se skládají ze dvou čtyřnápravových hlavových vozů a prostředního nízkopodlažního vozu. Mohou jezdit jak na hlavní síti Rhétské dráhy se střídavým proudem o napětí 11 kV, tak na trati Bernina se stejnosměrným proudem o napětí 1 000 V. Na Berninské dráze jsou v pravidelném provozu od jara 2010 a od roku 2011 jezdí Bernina Express z Churu do Tirana v celé trase vedený právě jednotkou Allegra. Protože již není nutné měnit ve stanici Pontresina lokomotivy, zkrátila se doba jízdy z Churu do Tirana přibližně o pět minut. Každá z těchto jednotek má 24 míst v první třídě, 76 míst ve druhé třídě a 14 dalších sklopných sedadel (nouzová sedadla). Jsou také bezbariérové (dvě místa pro vozíčkáře) a umožňují přepravu jízdních kol (prostor pro 5 kol). Při stejnosměrném napětí dosahuje jejich maximální výkon 2 400 kW. Na berninské trati mají povolenu maximální hmotnost tažené soupravy 160 tun. Omezujícím faktorem však není trakční výkon jednotky, ale maximální zatížení spřáhel a napájecí soustavy. Pokud lokomotivy vyvinou příliš velkou tažnou sílu, hrozí kvůli úzkému rozchodu a malým poloměrům převrácení vozů směrem dovnitř oblouku. Aby se tomuto jevu zabránilo, jsou příslušné úseky označeny modrými pruhy na sloupech trakčního vedení nebo v tunelech. Ty signalizují strojvedoucímu lokomotivy, že jízda ve výkonu zde proto smí být využívána pouze v omezené míře.
Kromě toho je v pravidelném provozu používáno šest starších elektrických vozů řady ABe 4/4III. Čtyři starší vozy řady ABe 4/4II a dvě lokomotivy řady Gem 4/4 se používají pouze jako pracovní vozidla, případně pro zvláštní jízdy. Dva vozy ABe 4/4I v historickém žlutém zbarvení a renovovaná lokomotiva Ge 4/4 č. 182 již nemohou být provozovány společně s moderními vozy z důvodu nedostatečného zásobování stlačeným vzduchem.
V některých případech se nákladní vozy přivěšují k osobním vlakům, pokud nedosáhnou maximální přípustné zátěže 140, resp. 160 tun. Z bezpečnostních důvodů, například při přepravě nebezpečného zboží, však jsou provozovány i vlaky určené pouze pro nákladní dopravu. Obchod s Itálií vytěžuje trať, která byla původně určena pouze pro turistickou dopravu, značným množstvím zboží, z něhož většinu tvoří topný olej, paliva a dřevo. Kromě toho jsou některé prodejny potravin v Poschiavu zásobovány také po železnici.
Během zimního období se stále pravidelně používají parní sněhové frézy RhB Xrot mt 95403 a 95404. Jejich provoz je mimo jiné turistickou atrakcí, která přitahuje železniční nadšence z celého světa.
Jízdní řád na Berninské trati je celoročně velmi hustý, je zaveden hodinový takt vlaků v obou směrech. Vlajkovou lodí je Bernina Express, na který jsou zařazovány také panoramatické vozy. V jízdním řádu pro rok 2022 jezdí denně jeden až čtyři páry těchto vlaků mezi Svatým Mořicem / Pontresinou a Tiranem v závislosti na ročním období. Jízdní doba ze Svatého Mořice do Tirana se pohybuje mezi 2:12 a 2:35 h. Cesta opačným směrem trvá od 2:11 do 2:30 h.

## Světové dědictví UNESCO
Berninská dráha je od roku 2008 součástí světového kulturního dědictví UNESCO. Spolu s ní byla pod ochranu přijata také Albulská dráha a krátká spojovací trať Samedan–Pontresina. Berninský úsek zahrnuje 13 tunelů a galerií, 52 viaduktů a mostů; na Albulské dráze je celkem 42 tunelů a 144 viaduktů a mostů. Jako důvod pro zařazení do seznamu kulturního dědictví UNESCO bylo uvedeno to, že projekt Rhétské dráhy je příkladem využití železnice k překonání izolace osad ve středních Alpách počátkem 20. století s významným a trvalým socioekonomickým dopadem na život v horách. Představuje vynikající technický, architektonický a ekologický soubor.